# اوویهی (نوادا)
اوویهی، نوادا (به انگلیسی: Owyhee, Nevada) یک سکونتگاه مسکونی در ایالات متحده آمریکا است که در نوادا واقع شده‌است.

## خصوصیات
اوویهی ۵۸۳٫۹ کیلومترمربع مساحت و ۹۵۳ نفر جمعیت دارد و ۱٬۶۴۶ متر بالاتر از سطح دریا واقع شده‌است.